# Граф Радо

Граф Радо

Граф Радо — єдиний (з точністю до ізоморфізму) зліченний граф R, такий, що для будь-якого скінченного графу G і його вершини v будь-яке вкладення G − v в R як породженого підграфу можна розширити до вкладення G в R. Як наслідок, граф Радо містить усі скінченні і зліченні нескінченні графи як підграфи. Граф Радо відомий також під назвами випадковий граф і граф Ердеша — Реньї.

## Історія
Граф Радо, побудований Вільгельмом Акерманом, перевідкрито кілька разів. Цей граф розглядав Річард Радо, але властивості симетрій цього графу, побудованого іншим способом, раніше розглядали Пал Ердеш і Альфред Реньї.
Аналогічний об'єкт у метричній геометрії, так званий простір Урисона, був відомим значно раніше.

## Побудова
Радо брав невід'ємні цілі числа як вершини графу. Ребро з'єднує вершини x і y при (x < y), якщо x-а цифра двійкового подання числа y не дорівнює нулю.
Наприклад, множина всіх сусідів вершини 0 складається з непарних вершин, тоді як сусіди вершини 1 — це вершина 0 (єдина вершина, чия цифра в двійковому поданні числа 1 ненульова) і всі вершини, які можна порівняти з 2 і 3 за модулем 4.

## Знаходження ізоморфних підграфів
Граф Радо задовольняє такій умові розширюваності: для будь-яких неперетинних наборів вершин U і V існує вершина x, пов'язана з усіма вершинами з U і з жодною з V. Наприклад, можна взяти
{\displaystyle x=2^{1+\max(U\cup V)}+\sum _{u\in U}2^{u}.}
Тоді ненульові біти в двійковому поданні x суміжні всім вершинам U. Однак x не має ненульових бітів, відповідних вершинам V і x досить великий, щоб x-ий біт будь-якого елементу з V був нульовим. Таким чином, x не має суміжних вершин у V.
Цю ідею знаходження вершин, суміжних з усіма вершинами однієї підмножини і з жодною вершиною іншої можна використати для побудови ізоморфної копії будь-якого скінченного або нескінченного зліченного графу G, послідовно додаючи вершини по одній. Нехай Gi — підграф G, породжений його першими i вершинами і припустимо, що Gi вже знайдено як індукований граф підмножини вершин S графу Радо. Нехай v — наступна вершина в графі G і нехай U — набір сусідів вершини v в Gi. Нехай V — набір вершин, які не є сусідами вершини v в графі Gi. Якщо x — вершина графу Радо, суміжна всім вершинам U і не суміжна всім вершинам V, то S ∪ {x} породжує підграф, ізоморфний Gi + 1.
За індукцією, починаючи з порожнього графу, отримаємо, що будь-який скінченний або нескінченний зліченний граф породжується графом Радо.

## Єдиність
Граф Радо, з точністю до ізоморфізму, є єдиним зліченним графом, що має властивість розширюваності. Нехай G і H — два графи з такою властивістю. Нехай Gi і Hi — два ізоморфних породжених підграфи в G і H відповідно. Нехай gi і hi — перші вершини в порядку нумерації в графах G і H відповідно, які не належать Gi і Hi. Тоді, застосовуючи властивість розширюваності двічі, можна знайти ізоморфні породжені підграфи Gi + 1 і Hi + 1, що включають gi і hi разом з усіма вершинами попередніх підграфів. Повторюючи цей процес, можна побудувати послідовність ізоморфізмів між породженими підграфами, які містять, врешті-решт, усі вершини G і H. Таким чином, дотримуючись методу туди-сюди , G і H мають бути ізоморфними.
Застосовуючи таку ж побудову двох ізоморфних підграфів графу Радо, можна показати, що граф Радо ультраоднорідний — будь-який ізоморфізм між двома породженими підграфами графу Радо розширюваний до автоморфізму всього графу Радо. Зокрема, існує автоморфізм, що переводить будь-яку впорядковану пару суміжних у будь-яку іншу таку пару, так що граф Радо є симетричним графом.

## Стійкість до скінченних змін
Якщо граф G отримано з графу Радо видаленням будь-якого скінченного числа ребер або вершин або додаванням скінченного числа ребер, зміни не впливають на властивість розширюваності графу — для будь-якої пари множин U і V можливість знайти вершину в модифікованому графі, суміжну всім вершинам з U і не суміжну будь-якій вершині з V, залишається. Просто додамо змінені частини графу G у V і застосуємо властивість розширюваності в немодифікованому графі Радо. Таким чином, будь-яка скінченна зміна такого виду приводить до графу, ізоморфного графу Радо.

## Властивість розбиттів
Для будь-якого розбиття множини вершин графу Радо на дві підмножини A і B, або поділу на будь-яке скінченне число підмножин, щонайменше один з породжених підграфів буде ізоморфним самому графу Радо.
Кемерон навів таке коротке доведення цього твердження: якщо жодна з породжених частин не ізоморфна графу Радо, вони всі втрачають властивість розширюваності, а отже, в кожному підграфі можна знайти пару множин Ui і Vi, що не піддаються розширенню. Але тоді об'єднання множин Ui і об'єднання Vi утворюють дві множини, які не можна розширити в повному графі, що суперечить властивості розширюваності графу Радо.
Властивість залишатися ізоморфним до одного з породжених підграфів після поділу мають тільки три зліченних нескінченних ненапрямлених графи — граф Радо, повний граф і порожній граф. Бонато і Кемерон, а також Дістель та інші досліджували нескінченні орієнтовані графи з цією властивістю поділу. Виявилося, що всі вони отримуються вибором орієнтації дуг у повному графі або графі Радо.
Схожий результат істинний для розбиття ребер — для будь-якого розбиття ребер графу Радо на скінченне число множин, існує підграф, ізоморфний усьому графу Радо, що використовує максимум два кольори. Однак графу, що використовує тільки один колір ребер, може й не існувати.

## Інші побудови
Можна сформувати нескінченний граф у моделі Ердеша — Реньї випадковим незалежним вибором з імовірністю 1/2 для кожної пари вершин, чи з'єднувати дві вершини ребром, чи ні. З імовірністю 1 отриманий граф має властивість розширюваності, а тому ізоморфний графу Радо.
Така ж побудова працює, якщо взяти замість 1/2 будь-яку фіксовану ймовірність p, відмінну від 0 або 1. Цей результат, доведений Ердешем і Реньї 1963 року, виправдовує використання означеного артикля в альтернативній назві «the random graph»(випадковий граф) графу Радо — для скінченних графів застосування моделі малювання Ердеша — Реньї часто приводить до різних графів, тоді як зліченний нескінченний граф майже завжди виходить один і той самий. Оскільки можна отримати той самий граф Радо після змінення всіх виборів на зворотні, граф Радо самодоповнюваний .
Як пише Кемерон, граф Радо можна отримати, скориставшись методами, схожими на методи побудови графів Пелі. Візьмемо як вершини всі прості числа, що не дають остачі 1 при діленні на 4, і з'єднаємо дві вершини ребром, якщо одне з чисел є квадратичним лишком за модулем іншого (згідно з квадратичним законом взаємності і завдяки виключенню простих чисел, що дають остачу 1 при діленні на 4, це відношення симетричне, так що отримаємо ненаправлений граф). Тепер, для будь-яких множин U і V, з китайської теореми про остачі, числа, квадратично порівнянні за простим модулем з U і не порівнянні з простими числами з V, утворюють періодичну послідовність, так що згідно зтеоремою Діріхле про прості числа в арифметичній прогресії цей теоретико-числовий граф має властивість розширюваності.

## Варіації та узагальнення
Хоча граф Радо універсальний для породжених підграфів, він не універсальний для ізометричного вкладення графів — граф Радо має діаметр 2, і будь-який граф більшого діаметра не можна вкласти ізометрично в нього. Мосс (Lawrence S. Moss [Архівовано 26 квітня 2021 у Wayback Machine.]) досліджував універсальні графи щодо ізометричного вкладення. Він знайшов сімейство універсальних графів, по одному для кожного можливого скінченного діаметра графів. Граф із цього сімейства з діаметром 2 є графом Радо. Для метричних просторів, прямим аналогом є простір Урисона.
Властивість універсальності графу Радо можна розширити для реберно-розфарбованих графів. Тобто графів, у яких ребра належать різним класам розфарбування, але немає звичайної вимоги реберного розфарбування, за якою кожен колір формує парування. Для будь-якого скінченного або зліченного нескінченного числа кольорів χ існує єдиний зліченно нескінченний граф Gχ з розфарбуванням ребер у χ кольорів, такий, що будь-який частковий ізоморфізм скінченного графу з розфарбуванням у χ кольорів можна розширити до повного ізоморфізму. У цих позначеннях граф Радо — це G1. Трасс (John K. Truss) досліджував автоморфізм груп цього загальнішого сімейства графів.
З теоретичної точки зору граф Радо є прикладом насиченої моделі.
Шелах досліджував універсальні графи з незліченною кількістю вершин.